# Montes de Toledo

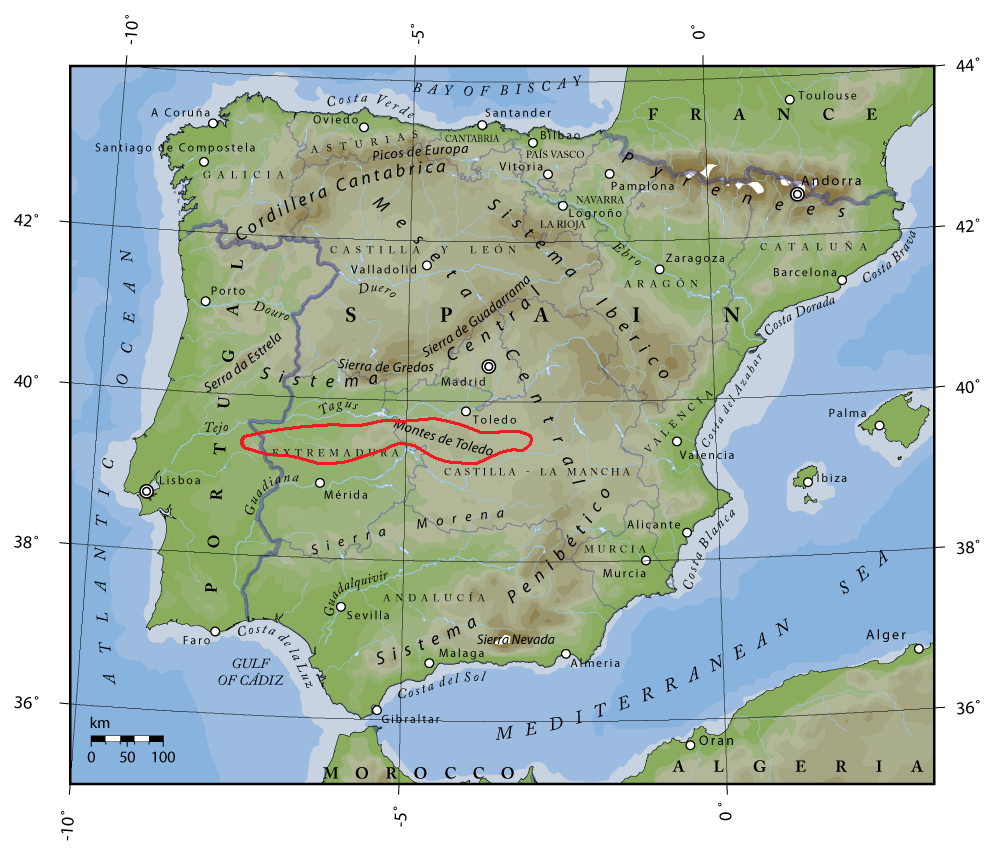
Relevo da Península Ibérica, indicando a localização dos montes de Toledo

Os Montes de Toledo são uma formação montanhosa da Península Ibérica, que separa a bacia do rio Tejo da do rio Guadiana. Tem um comprimento máximo de este a oeste de 350 km e uma largura máxima de 100 km nas proximidades de Sonseca e Puertollano. A largura média são uns 50 km. Culminam na Sierra de Guadalupe, onde o pico da Villuerca Alta alcança uma altitude de 1.603 m. Constitui o limite norte de La Mancha. O extremo ocidental da formação encontra-se em Portugal.
Trata-se de uma estrutura rejuvenescida pela orogenia alpina, mas, diferentemente do Sistema Central, não são blocos levantados e fundidos, mas um relevo apalachiano posto a descoberto após a intensa erosão que afectou a zona depois da orogenia. São assim cristas quartzíticas de uma altura uniforme, em torno dos 1.400 metros, que não foram afectadas pela erosão glaciar.

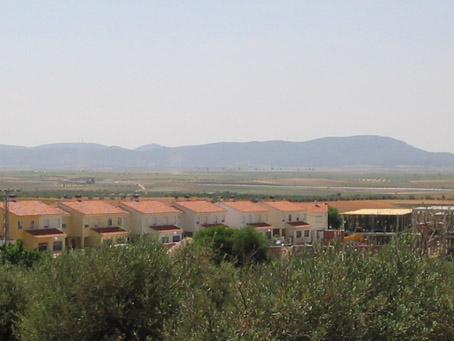
Montes de Toledo, sierra de Horca

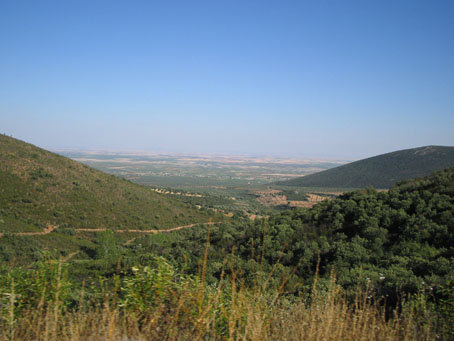
Vista de Puerto de los Santos para sul

Há ainda outro elemento paisagístico destacável nestes montes, que são as numerosas pedreiras. Com sua típica forma de leque, e quase desprovidas de vegetação são, na realidade, grandes acumulações de cantos angulosos de quartzite formados em séries muito frequentes de congelação e degelo.
Nos Montes de Toledo nascem rios como o rio Algodor (95 km, 1250 km² de bacia), rio Almonte (afluentes do rio Tejo pela esquerda) e o rio Amarguillo (afluente do Guadiana pela direita). Incluem o local protegido do Parque Nacional de Cabañeros. Os Montes de Toledo dão nome a uma comarca da província de Toledo e a outra da província de Ciudad Real, que são vizinhas.